# 東上站
東上站（日语：／ Tōjō eki */?）是位於愛知縣豐川市東上町東京寺46號，東海旅客鐵道（JR東海）的飯田線車站。

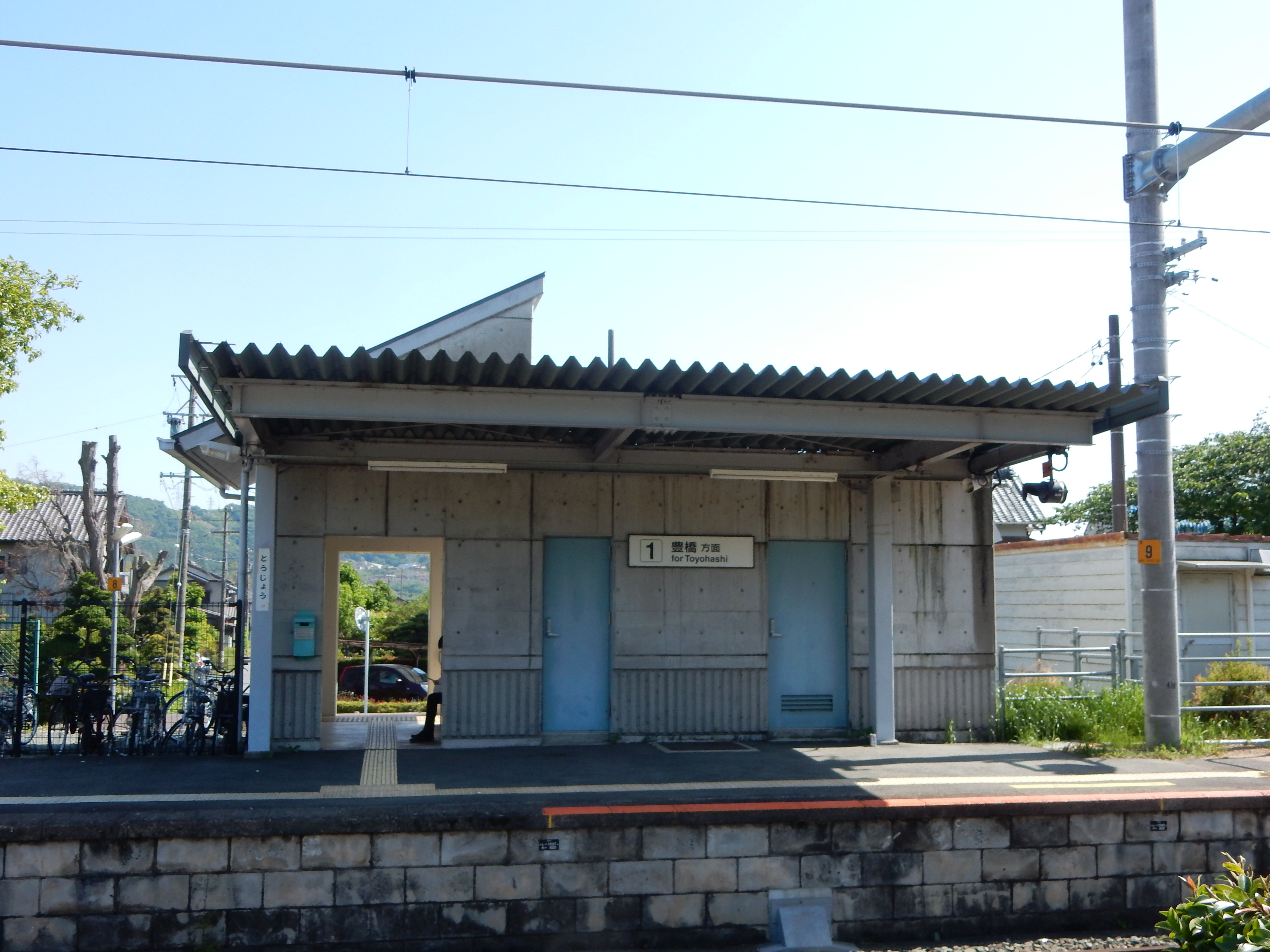
候車室(2018年4月)

## 歷史
- 1898年（明治31年）4月25日 - 豐川鐵道車站啟用[1]。
- 1943年（昭和18年）8月1日 - 豐川鐵道被國有化，成為飯田線的一部分[1][2]。
- 1963年（昭和38年）3月1日 - 結束所有貨物起卸業務[1]。
- 1971年（昭和46年）12月1日 - 結束小型貨物和行李起卸業務[1]。
- 1984年（昭和59年）2月24日 - 飯田線南部引入中央控制行車 (CTC) ，成為無人車站[3]。
- 1987年（昭和62年）4月1日 - 伴隨國鐵分割民營化，車站由東海旅客鐵道（JR東海）營運[1][2]。

## 車站構造
車站是一座地面車站，設有2面2線的相對式月台，可進行列車交會。截至2017年時間表，此站主要在黃昏後設有列車交會情況。
車站大樓位於1號月台（上行線）側。兩月台之間設有站內平交道。此站是由豐川站管理的無人車站。

### 月台
| 月台 | 路線   | 上下行 | 方向               |
| ---- | ------ | ------ | ------------------ |
| 1    | 飯田線 | 上行   | 豐橋方向           |
| 2    | 飯田線 | 下行   | 中部天龍、飯田方向 |

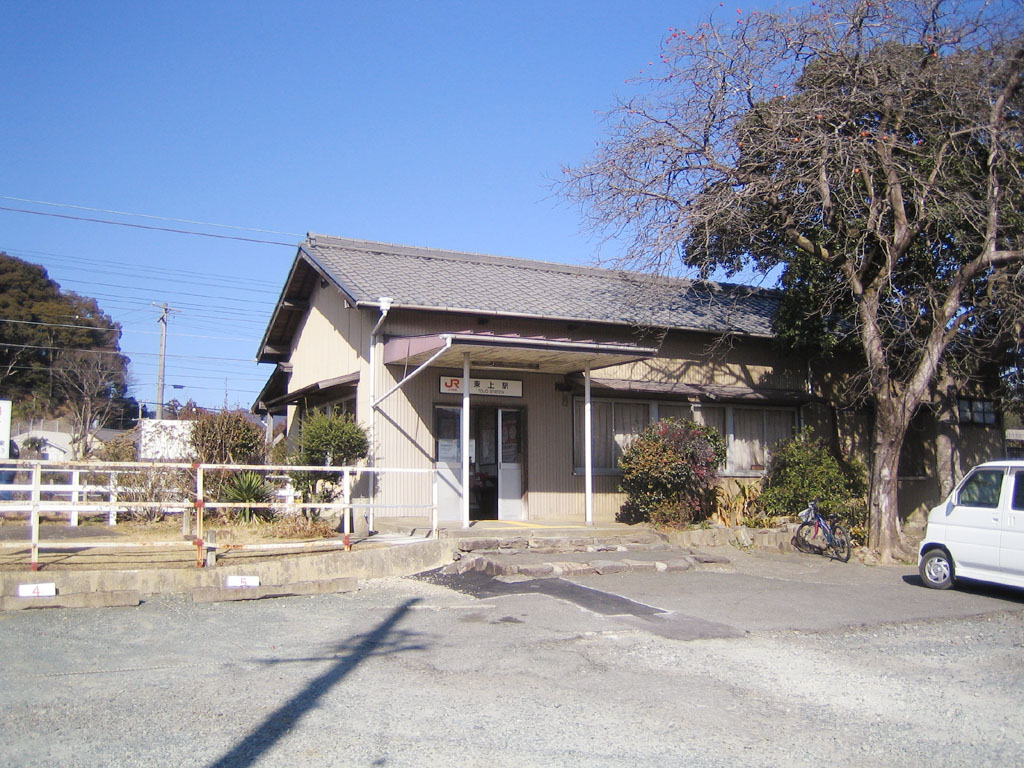
舊站房(2006年1月)
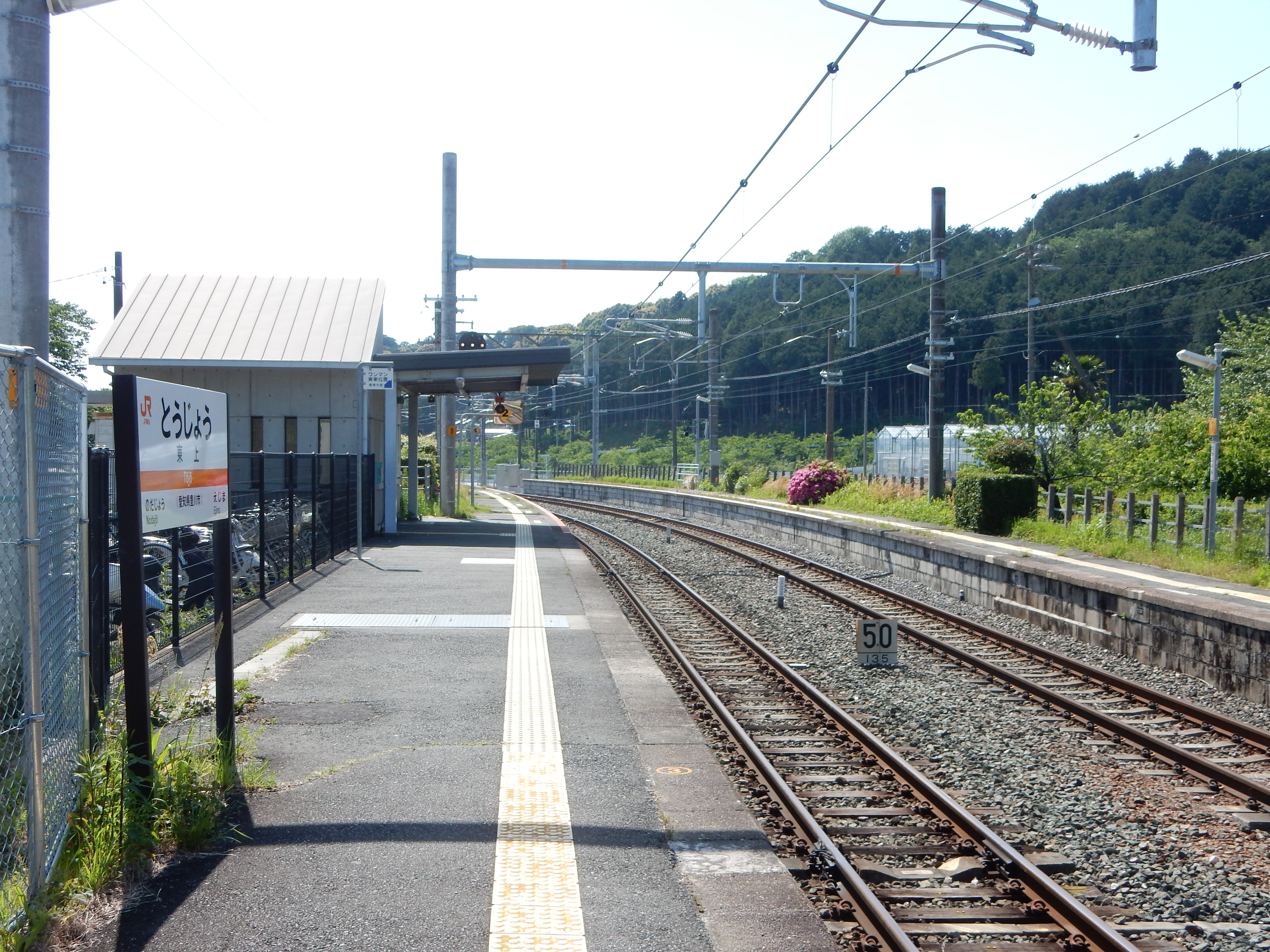
月台(2018年4月)
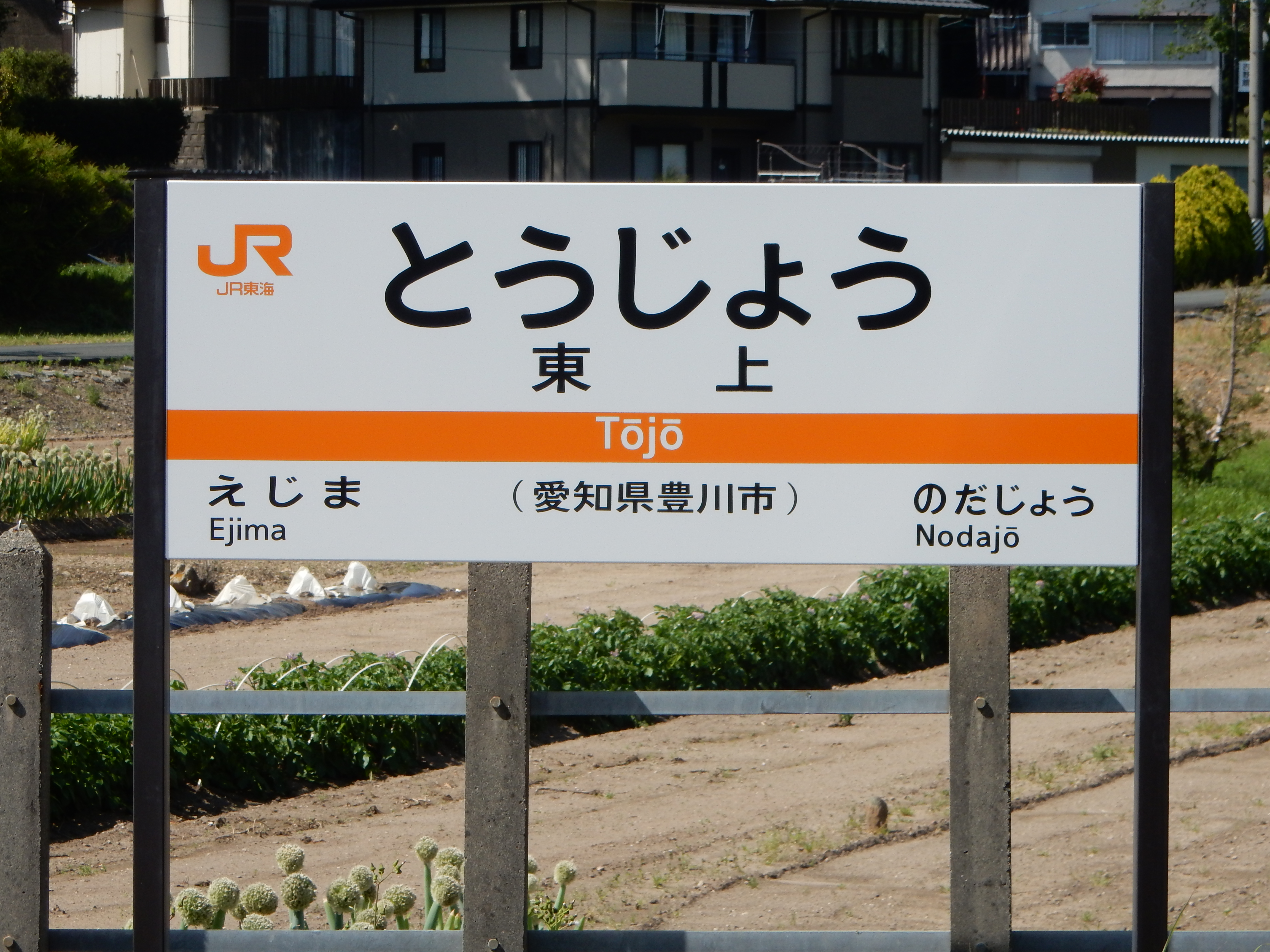
站名牌(2018年4月)

## 使用狀況
以下為近年1日乘車人次列表：
| 乘車人次變化 | 乘車人次變化     | 乘車人次變化 |
| 年度         | 1日平均 乘車人次 |              |
| ------------ | ---------------- | ------------ |
| 2002         | 189              |              |
| 2003         | 192              |              |
| 2004         | 176              |              |
| 2005         | 172              |              |
| 2006         | 159              |              |
| 2007         | 160              |              |
| 2008         | 160              |              |
| 2009         | 158              |              |
| 2010         | 149              |              |
| 2011         | 147              |              |
| 2012         | 147              |              |
| 2013         | 147              |              |
| 2014         | 149              |              |
| 2015         | 163              |              |
| 2016         | 161              |              |
| 2017         | 167              |              |

## 車站周邊
車站位於豐川市東北方的一宮地區（舊寶飯郡一宮町），在跨過東邊的境川後便進入新城市川田。
- 東上郵局
- 豐川市立東上保育園
- 國道151號（日语：国道151号）
- 豐鐵巴士（日语：豊鉄バス）川田巴士站、東上巴士站
- 牛之瀧
- 若栗神社（祈求順產而著名的神社）

## 巴士路線
東上站 巴士站
- 豐川市社區巴士（日语：豊川市コミュニティバス） 一宮地區地域路線「本宮線野會號」東回

川田 巴士站（距離車站約300米）
- 豐鐵巴士（日语：豊鉄バス新城営業所）新豐線

川田公民館前 巴士站（距離車站約500米）
- 新城市S巴士西部線（日语：新城市Sバス#西部線）

## 相鄰車站
東海旅客鐵道（JR東海）
 飯田線
■快速（只有上行班次）、■普通
江島－東上－野田城

## 注腳
1. 1 2 3 4 5  石野哲（編）. . JTB. 1998: 98・99頁. ISBN 978-4-533-02980-6 （日语）.
2. 1 2  曾根悟（監修）. 朝日新聞出版分冊百科編集部（編集） , 编. . 週刊 歴史でめぐる鉄道全路線 国鉄・JR (朝日新聞出版). 2009-07-26, (3): 15–17 （日语）.
3. ↑  東海旅客鉄道飯田支店（監修）. . 新葉社. 2005: 92頁 （日语）.
4. ↑  東海旅客鐵道（編）. . 東海旅客鐵道. 2007: 732・733頁 （日语）.
5. 1 2  採用車站時間表的方向資訊。詳情參見JR東海官方網站的各站時間表 （页面存档备份，存于）（截至2015年1月）。
6. ↑  「豐川市之統計」